# أرت ديكارلو
أرت ديكارلو (بالإنجليزية: Art DeCarlo)‏ هو لاعب كرة قدم أمريكي، ولد في 23 مارس 1931 في يونغزتاون في الولايات المتحدة، وتوفي في 21 ديسمبر 2013 في برمنغهام في الولايات المتحدة. لعب مع بيتسبورغ ستيلرز.

## وصلات خارجية
- أرت ديكارلو على موقع مرجع كرة القدم المحترفة.كوم (الإنجليزية)